# Kirche Reschwitz

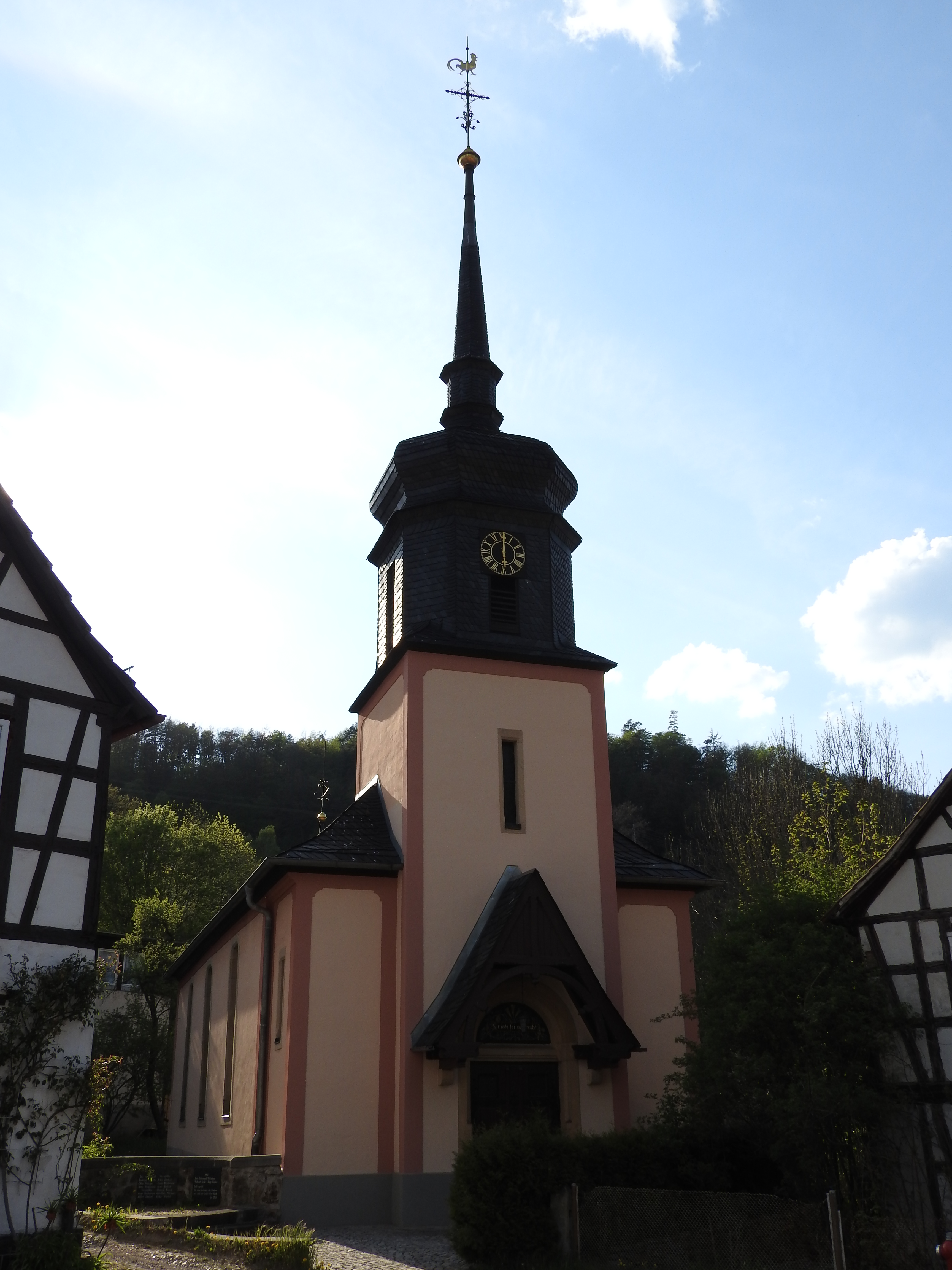
Kirche Reschwitz

Die evangelisch-lutherische, denkmalgeschützte Kirche Reschwitz steht in Reschwitz, einem Ortsteil der Stadt Saalfeld/Saale im Landkreis Saalfeld-Rudolstadt in Thüringen. Die Kirchengemeinde Reschwitz gehört zum Pfarrbereich Kaulsdorf-Hohenwarte im Kirchenkreis Rudolstadt-Saalfeld der Evangelischen Kirche in Mitteldeutschland.

## Beschreibung
Die rechteckige verputzte Saalkirche wurde 1736 anstelle einer Vorgängerkirche, die allerdings nicht das älteste Gotteshaus war, neu gebaut. Sie wurde 1887 renoviert und neu ausgemalt. Bei einem Brand in der Nacht zum 1. November 1901 wurde sie einschließlich der Kirchenausstattung zerstört, nur die Außenmauern blieben stehen. Am 1. November 1903 wurde die wiederhergestellte Kirche neu geweiht. Der eingezogene Kirchturm im Westen hat einen schiefergedeckten Aufsatz mit einer Turmuhr, auf dem eine bauchige Haube sitzt, die von einem spitzen Helm mit Turmkugel bekrönt wird. 
Die 1885 von Carl Loesche gebaute und bei dem Brand zerstörte Orgel, wurde 1903 durch eine neue Orgel von Adam Eifert ersetzt, die 10 Register hat, die auf 2 Manuale und ein Pedal verteilt sind.